# Provinz Boulemane

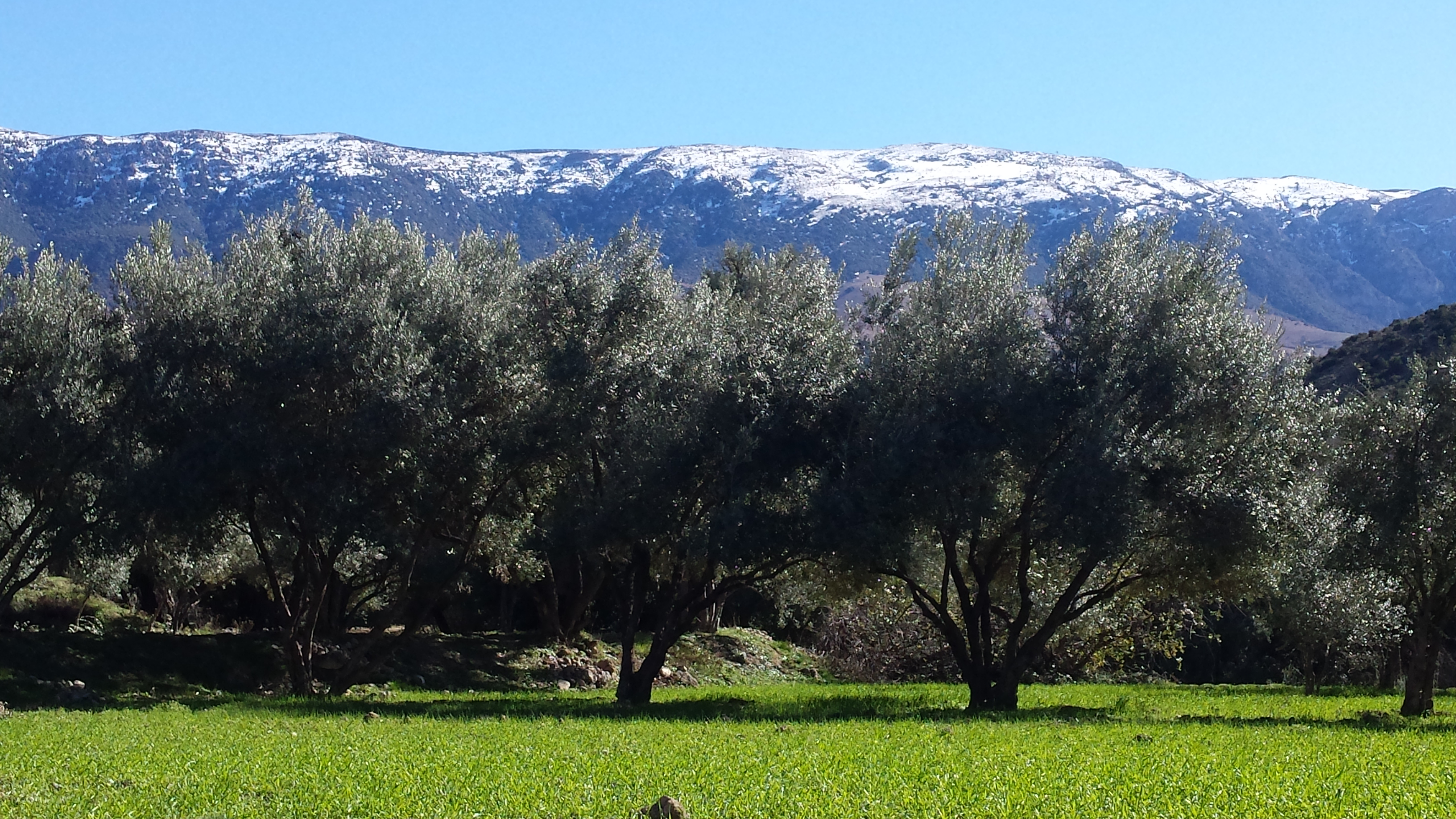
Ait Wihiane

Boulemane (arabisch إقليم بولمان, Zentralatlas-Tamazight ⵜⴰⵙⴳⴰ ⵏ ⴱⵓⵍⵎⴰⵏ Tasga n Bulman) ist eine Provinz in Zentralmarokko. Sie gehört seit der Verwaltungsreform von 2015 zur Region Fès-Meknès (davor Fès-Boulemane) und liegt im Mittleren Atlas. Die Provinz hat 185.110 Einwohner (2004).

## Größte Orte
| Datum        | Fritissa | Guigou | Missour | Outat El Haj | Ksabi Moulouya | Sidi Boutayeb | Skoura M'Daz | Oulad Ali Youssef | Enjil | Tissaf | Ermila | El Orjane | Boulemane | El Mers |
| ------------ | -------- | ------ | ------- | ------------ | -------------- | ------------- | ------------ | ----------------- | ----- | ------ | ------ | --------- | --------- | ------- |
| 2. Sep. 1994 | 24.278   | 16.248 | 12.748  | 9.985        | 9.177          | 8.922         | 8.010        | 7.813             | 7.684 | 7.195  | 6.573  | 6.269     | 6.067     | 6.050   |
| 2. Sep. 2004 | 26.022   | 19.035 | 20.978  | 13.945       | 10.067         | 9.522         | 8.713        | 6.669             | 8.164 | 9.444  | 6.774  | 7.609     | 6.910     | 5.891   |